# Mujer búfalo blanco

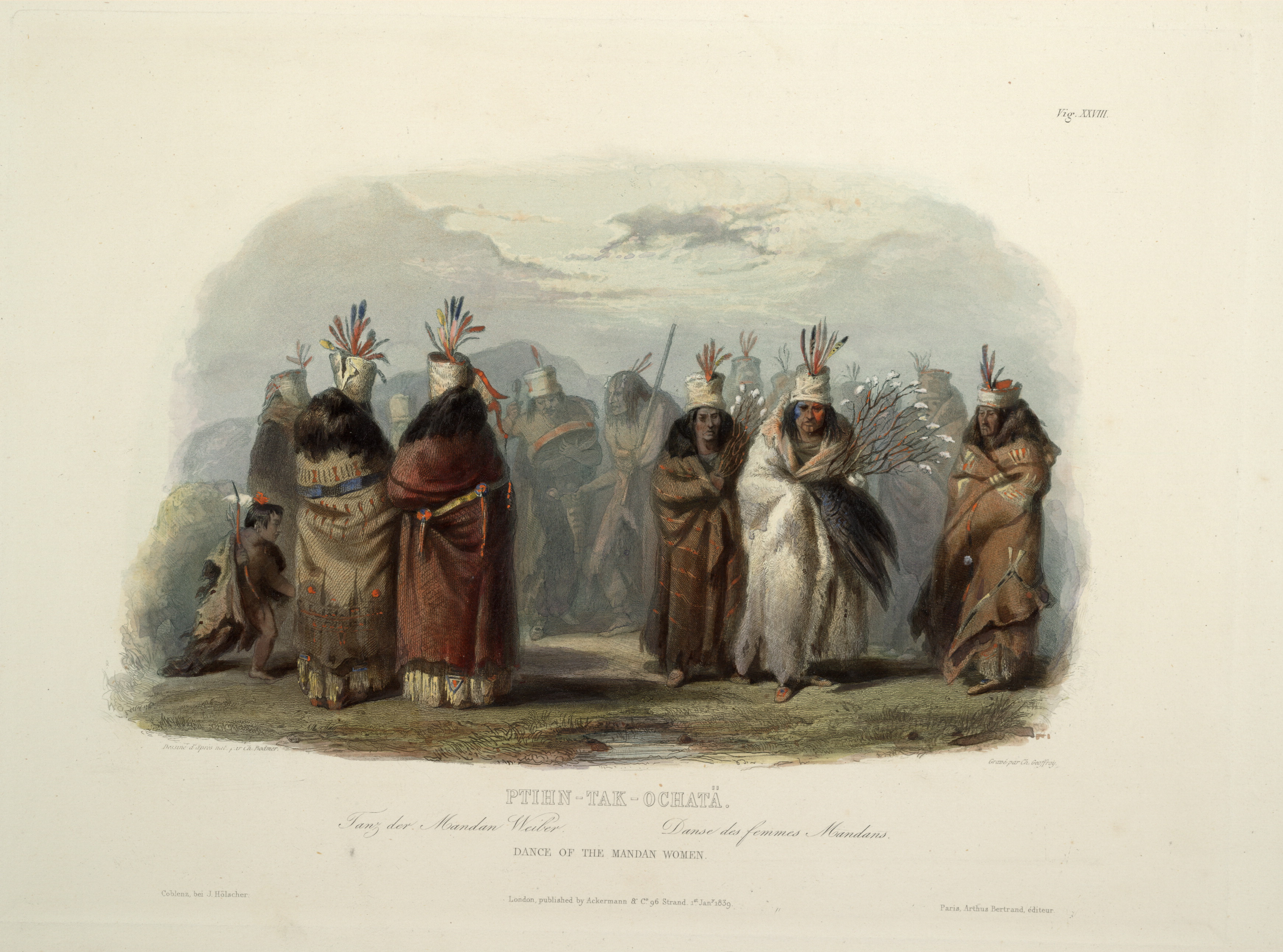
Danza de mujeres de la tribu Sioux.

La mujer búfalo blanco (Lakota: Pte Ska Win / Pteskawin / Ptesanwi / Wohpe; inglés: White Buffalo Calf Woman) es un espíritu sagrado dentro de la tradición sioux que, conforme a la tradición oral, fundó y entregó a dicho pueblo sus más importantes ritos religiosos, siendo por tanto heroína cultural de aquella tradición americana.

## Leyenda
Alce Negro en su obra "La Pipa Sagrada" consigna la leyenda de este ser sobrenatural. Relata que dos jóvenes lakotas estaban en el campo sobre un monte, cuando vieron aproximarse una mujer de gran belleza, vestida con pieles blancas, tras lo cual uno de los jóvenes tuvo pensamientos impuros mientras que el otro intuyó que se trataba de un ser sagrado (wakan). Al llegar la mujer donde ellos estaban una nube los envolvió y les impedía ver. Cuando la nube se retiró, el joven que había tenido pensamientos impuros yacía muerto. El segundo joven fue designado emisario a su pueblo y a los hombres sabios que lo dirigían, para avisar la llegada de la mujer. Cuando la mujer se encontró con el jefe de la aldea le entregó la pipa sagrada (calumet) y le enseñó como ritualizar el tabaco ofreciéndolo a los cuatro puntos cardinales, al cielo y a la tierra, para luego fumarlo en la pipa y de esa manera dirigirse al espíritu creador Wakan Tanka. Se retiró convirtiéndose ante la vista del pueblo en un búfalo blanco, no sin antes profetizar su regreso tras pasar las cuatro edades de la humanidad.
Con esto, los sioux fueron instruidos de repetir este rito por el bien de su pueblo y para rendirle su veneración a Wakan-Tanka y de hacer copias de la pipa que tras su consagración serían tan sagradas como la original, perpetuándose así el rito del calumet como uno de los más importantes en esta cultura norteamericana.
Junto con la pipa, la mujer búfalo blanco también entregó los otros seis ritos que constituían el núcleo religioso de los sioux, aunque no toda su ritualística.